# Xaquín Lorenzo
Xaquín Lorenzo Fernández (Xocas), foi uma personalidade da cultura e da etnografia galegas. Nasceu em 23 de junho de 1907 em Ourense, lugar onde faleceu o 19 de julho de 1989.
Na Espanha, foi-lhe dedicado o Dia das Letras Galegas no ano 2004, homenagem que a Junta da Galícia assumiu declarando o 2004 como Ano Xaquín Lorenzo. Também recebeu o Prémio Trasalba em 1983.